# Arbeiterbund für den Wiederaufbau der KPD
Der Arbeiterbund für den Wiederaufbau der KPD (AB) ist eine kommunistische Organisation in der Bundesrepublik Deutschland, die schwerpunktmäßig in Bayern aktiv ist. Sie ist im Mai 1973 aus Münchner „Arbeiter-Basisgruppen“ hervorgegangen und zählt zu den K-Gruppen. Der bayerische Verfassungsschutz ordnet sie als linksextremistische Kaderorganisation ein.

## 1970er und 1980er Jahre
Der AB vertritt eine maoistische Lesart des Marxismus-Leninismus und beruft sich dabei unter anderem auf die Ideen von Josef Stalin und Mao Zedong. Er orientierte sich zunächst an der Volksrepublik China. Diese betrachtete er als Zentrum des Sozialismus, die Sowjetunion als „sozialimperialistisch“, die DKP als „sozialdemokratisch“ und die Deutschen als von Imperialisten und Sozialimperialisten unterdrücktes Volk. Ähnlich wie andere K-Gruppen (KPD/ML, KPD) verwendete der AB in den 1970er Jahren einen „teilweise schwülstigen Nationalismus“. Nach dem Tode von Mao Zedong und dem Ende der Kulturrevolution distanzierte er sich 1977 von der chinesischen Politik, hielt jedoch am Maoismus fest.
Der AB konzentrierte sich zunächst – ähnlich wie der Kommunistische Arbeiterbund Deutschlands (KABD) – ausschließlich auf eine Arbeit in den Fabriken und beschränkte sich auf die „Erfüllung von Funktionen einer quasi 'nur-gewerkschaftlichen' Interessensvertretung“. Ende der 1970er und Anfang der 1980er Jahre beteiligte er sich an antifaschistischer Politik.
An der Spitze des AB standen über einen längeren Zeitraum hinweg die aus dem Münchener SDS stammenden Helge Sommerrock und Thomas Schmitz-Bender. Aufnahmekriterium für Mitglieder ist Zugehörigkeit zur Industriearbeiterschaft, anderenfalls eine Bürgschaft von zwei Industriearbeitern für „proletarische Gesinnung“. Charakteristikum des AB war stets eine an Stilelemente der Arbeiterbewegungs-Kultur der späten 1920er Jahre (Schalmeienkapellen, kabarettistische Aktionen, Brecht-Theater) anknüpfende Agitations- und Propagandatätigkeit. Der AB konnte punktuell Einfluss in Gewerkschaften erlangen. Die Jugendorganisation Kämpfende Jugend inszenierte im Mai 1979 gemeinsam mit der Schauspielerin Hanne Hiob Bertolt Brechts Gedicht Der Anachronistische Zug oder Freiheit und Democracy als Straßentheater "Anachronistischer Zug" in Bonn, danach auch in anderen Städten, als Protest gegen die Wahl von Karl Carstens zum Bundespräsidenten, ab 1980 als Protest gegen den Kanzlerkandidaten Franz Josef Strauß.
Während gegen Ende der 1970er Jahre die meisten maoistischen Gruppen (z. B. KB, KPD (AO), später auch der KBW) sich in Richtung Alternativbewegungen und Ökologie orientierten und beim Aufbau der Grünen mitwirkten, lehnte der AB, auf eine großindustrialistische Sozialismuskonzeption auf der Grundlage wissenschaftlich-technischen Fortschritts fixiert, dies als „kleinbürgerliche“ Tendenz ab. So revidierte er 1977 seine bisherige „Ablehnung von Atomkraftwerken im Kapitalismus“ und bezeichnete die Anti-AKW-Bewegung als rückschrittlich und „maschinenstürmerisch“. Auch nach der Reaktorkatastrophe von Tschernobyl 1986 tritt der AB entschieden für die Nutzung der Kernenergie ein, was ihm u. a. seitens anderer linker Gruppen den Spottnamen „Arbeiterbund für den Wiederaufbau von Atomkraftwerken“ eintrug.

## Spaltung nach 1989
Nach 1980 nahm der AB eine zunehmend freundlichere Haltung zur Sowjetunion und zur DDR ein. Die Revolutionen im Jahr 1989 und das Ende der kommunistischen Systeme in Osteuropa wurde als „Niederlage der Arbeiterbewegung“ bewertet, die eine Orientierungskrise im AB auslöste. Zunächst setzte eine Diskussion um eine Erneuerung des Programms von 1974 ein; die Mehrheit des Zentralkomitees um Sommerrock und Schmitz-Bender gelangte dann jedoch zu der Einschätzung, die Situation der Niederlage sei nicht günstig für die Formulierung eines neuen Programms. Auch das weitere Erscheinen der Kommunistischen Arbeiterzeitung (KAZ) als Agitprop-Organ sei nicht sinnvoll.
Es folgte die Spaltung des AB in die „KAZ-Fraktion“, die alleine weiterhin die KAZ mit nunmehr stärker analytischem und propagandistischem Konzept herausgab, und die „Zug-Fraktion“, die sich auf theatralische Aktionen wie die Inszenierung von Brechts Anachronistischem Zug (unter Mitarbeit der Brecht-Tochter Hanne Hiob) konzentrierte und sich für einen Fortbestand der DDR einsetzte. Während die KAZ-Fraktion nunmehr eine Zusammenarbeit mit der DKP anstrebte, vertrat die Zug-Fraktion die Auffassung, Kommunisten sollten sich in den alten Ländern der Bundesrepublik Deutschland im AB organisieren, im Gebiet der Neuen Länder dagegen in der Kommunistischen Plattform der PDS, mit der der AB gemeinsame „Arbeiter-Meetings“ durchführte.
Obwohl der „Zug-AB“ gesamtdeutsche Organisationen ablehnt, förderte er doch den Eintritt seiner Jugendorganisation „Initiative zur Vereinigung der revolutionären Jugend“ in die Freie Deutsche Jugend (FDJ), die in Westdeutschland dem AB nahesteht.
Die KAZ-Fraktion verließ 1996 den AB und existiert als Gruppe Kommunistische Arbeiterzeitung (KAZ) weiter. Einige ihrer Mitglieder sind zugleich in die DKP eingetreten. Die Mitgliederzahl des nur noch aus der Zug-Fraktion bestehenden AB wird auf etwas über 100 geschätzt, die der Gruppe KAZ auf einige Dutzend.

## Gegenwart
2003 unterstützte der AB als einzige traditionelle kommunistische Organisation in Deutschland nicht die Proteste gegen den Irak-Krieg, weil er die Nichtbeteiligung Deutschlands als Ausdruck des wachsenden Selbstbewusstseins des deutschen Imperialismus gegenüber den USA wertete und Opposition gegen einen US-Krieg nur dem deutschen Imperialismus nütze.
Der AB hat sich nie an Wahlen beteiligt, sondern zur Wahl von SPD, DKP (als einzige K-Gruppe in den 1970er Jahren) und PDS aufgerufen. Bei der Bundestagswahl 2002 empfahl der AB die Stimmabgabe für die SPD im Westen und für die PDS im Osten.
Der AB strebt keinen demokratisch-parlamentarischen Interessenausgleich an, sondern möchte zunächst die Arbeiterklasse organisieren und über Streiks mit gleichzeitiger Besetzung der Produktionsstätten eine Enteignung der Monopolkapitalisten herbeiführen. Zur Erreichung dieses Zieles sollen die organisierten Arbeiter notfalls auch bewaffnet werden.
Mit dem AB verbunden ist ein „Verein zur Förderung der wissenschaftlichen Weltanschauung“.

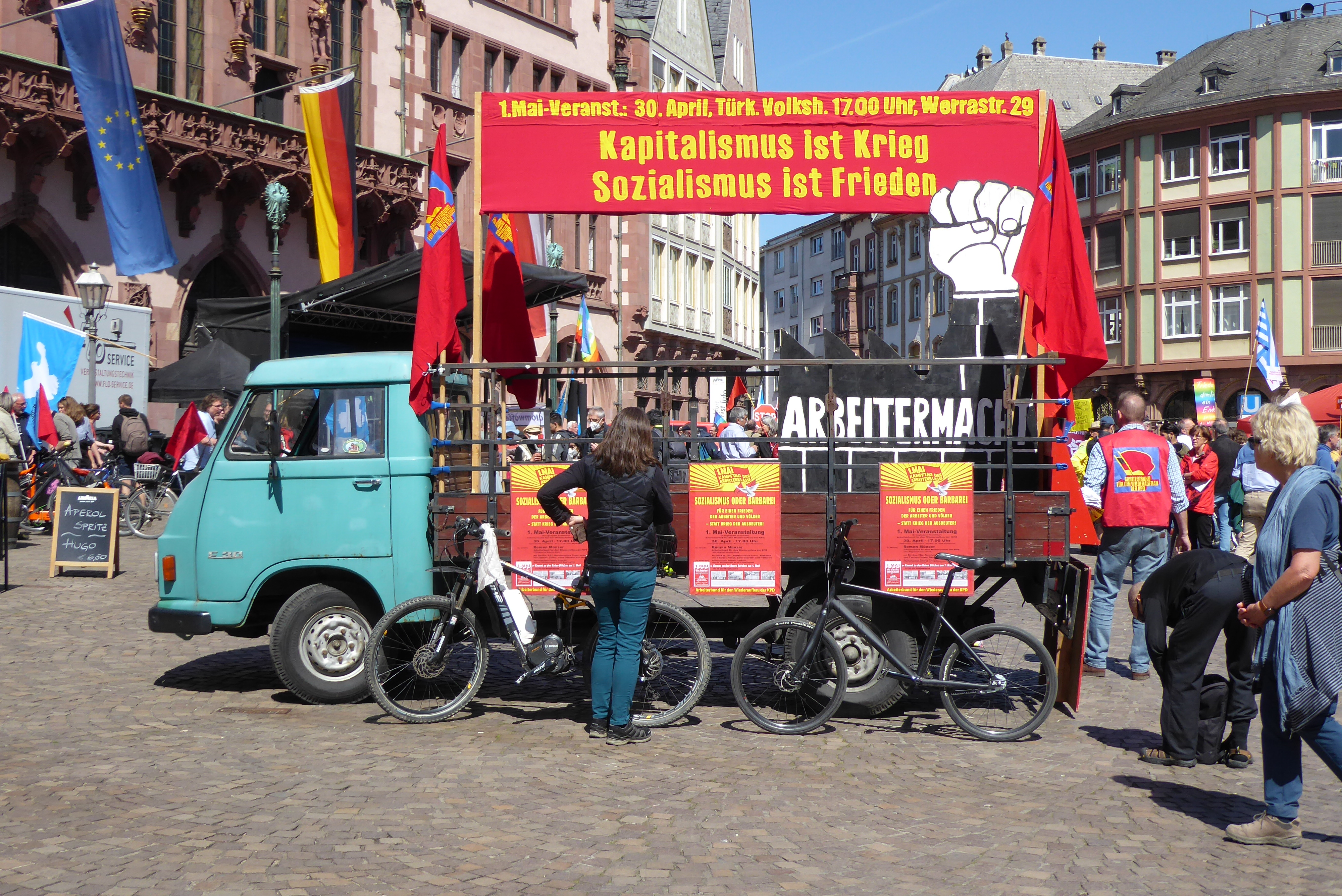
Arbeiterbund für den Wiederaufbau der KPD auf dem Ostermarsch in Frankfurt/M